# Antigua, vita mia
Antigua, vita mia (1995) è un romanzo di Marcela Serrano.

## Trama
Due amiche cilene, Josefa e Violeta, si conoscono dall'infanzia. La prima è una cantante affermata che però vive nell'insicurezza, la seconda è un'indaffarata architetto.
Josefa finirà per isolarsi da Violeta che troverà una tranquilla vita nella splendida Antigua in Guatemala.

## Edizioni
- Marcela Serrano, Antigua, vita mia, Universale Economica, Feltrinelli, 2003,  p. 294, ISBN 978-88-07-81696-3.